# .ml
.ml е интернет домейн от първо ниво за Мали. Представен е през 1993. Поддържа се и се администрира от Sotelma.

## Второ ниво домейни
- .com.ml: местни организации, запазени марки и други
- .net.ml: лицензирани доставчици на интернет
- .org.ml: организации с регистрирано представителство в страната
- .edu.ml: образователни институции
- .gov.ml: правителствени институции
- .presse.ml: местната преса